# 나주 반남 고분군
나주 반남 고분군(羅州 潘南 古墳群)은 대한민국 전라남도 나주시 반남면에 있는 삼국시대의 고분군이다. 2011년 7월 28일 대한민국의 사적 제513호로 지정되었다.

## 개요
이곳 반남 고분군에는 대형옹관고분 수십 기가 분포하고 있다. 대형옹관고분이란 지상에 분구를 쌓고 분구 속에 시신을 안치한 커다란 옹(甕: 항아리)을 매장하는 방식이다. 이 고분양식은 고구려의 적석총, 백제의 석실분, 신라의 적석목곽분, 가야의 석곽묘 등과 구별되는 영산강유역 고대사회의 독특한 고분양식이다. 대형옹관고분은 A.D 3세기부터 6세기까지 약 3세기동안 영산강유역에서 크게 유행하였다. 3세기경에는 옹관절반을 지하에 묻는 반지하식이었으나 4세기 중반부터는 지상식으로 발전하며 이 때에는 분구의 규모가 훨씬 대형화되어 그 규모가 40~50m에 이른다.
대형옹관고분은 나주 반남 일대는 물론, 영암, 함평, 무안 등 영산강을 따라 형성되고 있으며, 이 지역 고대 세력의 묘제로 파악되고 있다. 현재 옹관고분의 밀집도로 보아 이곳 반남 지역이 고대 지배세력의 중심이었음을 알 수 있다.
대형옹관고분의 출토유물은 영산강유역 계통의 유물이 주를 이루나 후기에는 백제계, 일본계의 유물이 섞이게되며 가야계의 특징도 일부 보이고 있다. 당시 사회가 백제, 가야, 왜 등과 활발한 교류관계를 유지하고 있었음을 알 수 있다. 이는 영산강 고대 수로 조건을 이용한 해상활동이 매우 활발했음을 말해주고 있다.
한편 5세기 말경에는 대형옹관고분이 쇠퇴하고 횡혈식석실분, 전방후원형고분이 나타난다. 그러나 이들 석실은 토착적 요소가 강하게 나타나고 있어 이 지역의 고대세력이 능동적으로 횡혈식석실분을 채용하면서 사회발전을 모색하고 있었음을 말해준다. 영산강유역 옹관고분사회는 6세기 중엽부터 백제의 지방관제에 본격적으로 편입하게 한다.

## 같이 보기
- 나주 신촌리 금동관 - 국보 제295호

## 참고 자료
- 나주 반남 고분군 - 국가유산청 국가유산포털